# 80年代
80年代（はちじゅうねんだい）は、西暦（ユリウス暦）80年から89年までの10年間を指す十年紀。

## 主な人物
- ティトゥス : ローマ皇帝（79年 - 81年）
- ドミティアヌス : ローマ皇帝（81年 - 96年）